# Факультет автоматики і комп’ютеризованих технологій Харківського національного університету радіоелектроніки
Факультет автоматики і комп'ютеризованих технологі — структурний підрозділ Харківського національного університету радіоелектроніки, що покликаний провадити підготовку спеціалістів з таких галузей як автоматичне керування, комп'ютерні науки та інженерія, інфокомунікація, електроніка тощо.

## Навчальна робота
Факультет здійснює підготовку фахівців за допомогою інтеграції таких складових знань як:
- автоматичне керування;
- комп'ютерні науки та інженерія;
- інфокомунікації;
- електроніка та механіка[1].

У результаті майбутній спеціаліст зможе організовувати управління технічними, технологічними об'єктами й бізнес об'єктами, зможуть забезпечити автоматизацію діяльності в різних сферах господарювання й побуту, зможуть створити й підтримувати діяльність автоматизованих систем таких як:
- SMART-Home;
- IoT;
- Industry 4.0;
- Robotics тощо.

Факультет автоматики і комп'ютеризованих технологій готує бакалаврів та магістрів за спеціальностями:
- автоматизація та комп'ютерно-інтегровані технології;
- телекомунікації та радіотехніка;
- авіоніка[1].

Деканом факультету є доктор технічних наук, професор Олександр Іванович Филипенко.

## Кафедри

### Кафедра комп'ютерно-інтегрованих технологій, автоматизації та мехатроніки[2]
У 1971 році було створено кафедру технології виробництва радіоапаратури, яка у 1991 році була перейменована на кафедру технології та автоматизації виробництва радіоелектронних та електронно-обчислювальних засобів, а з 2016 року — стала йменуватися кафедрою комп'ютерно-інтегрованих технологій, автоматизації та мехатроніки.
Спеціалісти кафедри провадять підготовку бакалаврів та магістрів з:
- автоматизації;
- комп'ютерно-інтегрованих технологій;
- телекомунікації та радіотехніки.

Кафедра займається розробкою інформаційних, ресурсозберігаючих та екологічно-безпечних технологій. При кафедрі працює студентське конструкторсько-технологічне бюро з робототехніки та мехатроніки, яке бере участь у міжнародних виставках.
На базі кафедри функціонує проблемна науково-дослідна лабораторія «Мікроелектромеханічні та мікрооптоелектромеханічні системи».
Завідувачем кафедри є професор, доктор технічних наук Ігор Шакирович Невлюдов.

### Кафедра проектування та експлуатації електронних апаратів (ПЕЕА)[Архівовано29 вересня 2020 уWayback Machine.][6]
Кафедра була заснована у 1963 році і є профільною для спеціальностей телекомунікація, рабіотехніка та авіоніка.
Співробітники кафедри здійснюють підготовку студентів за такими спеціальностям:
- телекомунікації та радіотехніка (бакалавр, магістр);
- авіоніка (бакалавр).

На базі кафедри працюють такі лабораторії:
- Лабораторія «Інтелектуальні засоби автоматизації»;
- Лабораторія елементної бази конструювання ЕА;
- Лабораторія комп'ютерних технологій проектування РЕА;
- Лабораторія «Контролери, мікроконтролери та мікропроцесорні засоби та системи в ЕА»;
- Міжкафедральна навчальна лабораторія «Цифрового телебачення» (ЦТ) Ehostar students DTV laborary;
- Лабораторія побутової електронної апаратури.

в.о. завідувача кафедри проектування та експлуатації електронних апаратів є кандидат технічних наук, професор Ю. Є. Хорошайло.
Кафедра веде активну міжнародну роботу за профілем факультету АКТ.

#### Міжнародна освітня мережа EduNet
Під девізом «Той збагачується знаннями, хто ділиться та розповсюджує їх», компанія Phoenix Contact 20 червня 2007 року у місті Бломберг заснувала міжнародну університетську мережу EduNet.
З 2010 року Харківський національний університет радіоелектроніки входить до міжнародної освітньої мережі EduNet [Архівовано 3 березня 2022 у Wayback Machine.]. Це дозволило студентам кафедри ПЕЕА приступити до практичного вивчення ПЛК на базі стендів ILC 130 StarterKit, призначених для навчання програмуванню контролерів на основі мов програмування IEC 61131-3. Такі засоби автоматизації застосовуються в автоматизованих системах управління технологічними процесами (АСУТП), системах «Розумний будинок», системах диспетчеризації і контролю.
За час участі у програмі EduNet студенти та аспіранти кафедри ПЕЕА зі своїмі проектами входи в топ 100 в міжнародних консурсах Xplore New Automation Award [Архівовано 14 листопада 2020 у Wayback Machine.] :
- «XPlore-New Automation Award 2012» — 1 проект;
- «XPlore-New Automation Award 2015» — 1 проект;
- «XPlore-New Automation Award 2018» — 2 проекти.

Викладачі кафедри проходили стажування та сертифікацію в м. Бад Пірмонт (Німеччина) на базі компанії Phoenix Contact:
- 2010 — Галкін Павло Вікторович та Ключник Ігор Іванович;
- 2012 — Галкін Павло Вікторович;
- 2017 — Хорошайло Юрій Євгенійович та Умяров Равіл Якович;
- 2018 — Зайченко Ольга Борисівна.

#### Тренінги по технологіям автоматизації для України
Кафедра брала активну участь в реалізації міжнародного Темпус-проекту «Тренінги з технології автоматизації для України» (ТАТУ)

### Кафедра фізики[11]
Співробітники кафедри викладають базовий курс фізики майже на всіх бакалаврських напрямах підготовки в Харківському національному уніеврситеті радіоелектроніки.
Також кафедра готує докторів філософії та докторів наук зі спеціальності «Прилади і методи контролю та визначення складу речовини» під науковим керівництвом доктора технічних наук, професора В. О. Стороженко.
Головними науковими напрямами кафедри є:
- термографія та тепловий неруйнівний контроль;
- резонансні кристали з малих магніто-діелектричних сфер у зовнішньому електродинамічному середовищі;
- кавітаційні теплогенератори.

Завідувачем кафедри фізики, член НМР, член НТР, кандидат фізико-математичних наук, доцент О. М. Коваленко.

### Кафедра охорони праці[13]
Кафедра охорони праці має декілька основних функцій:
- навчання основним дисциплінам, таким як «Безпека життєдіяльності», «Охорона праці та цивільний захист»;
- консультативна допомога студентам бакалаврам у написанні розділу «Охорона праці» для дипломних робіт[14].

Головними науковими напрямами роботи кафедри є:
- математичне моделювання ергатичних систем;
- розроблення технічних засобів і методів забезпечення безпеки технологічних і виробничих процесів.

Завідувачем кафедри охорони праці є кандидат технічних наук, доцент Т. Є. Стиценко.

## Лабораторії
На базі факультету працюють такі лабораторії:
- Проблемна науково-дослідна лабораторія «Мікроелектромеханічні та мікрооптоелектромеханічні системи» (ПНДЛ МЕМС та МОЕМС)[5];
- Лабораторія «Інтелектуальні засоби автоматизації»[15];
- Лабораторія елементної бази конструювання ЕА[16];
- Лабораторія комп'ютерних технологій проектування РЕА[17];
- Лабораторія «Контролери, мікроконтролери та мікропроцесорні засоби та системи в ЕА»[18];
- Міжкафедральна навчальна лабораторія «Цифрового телебачення» (ЦТ) Ehostar students DTV laborary[19];
- Лабораторія побутової електронної апаратури[20].

## Декани факультету
Упродовж існування факультет очолювали:
- 1970–1971 — С. Я. Карнаруков;
- 1972–1977 — М. П Кісляков;
- 1977–1983 — В. М. Світенко;
- 1983–1985 — Б. В. Дзюндзюк;
- 1986–1995 — І. Ш. Невлюдов;
- 1995–2005 — В. О. Стороженко;
- 2005 — О. І. Филипенко.

## Міжнародна співпраця
Кафедри факультету співпрацюють такими компаніями як:
- LG Electronics;
- GlobalLogic Україна;
- FESTO;
- JABIL Circuit;
- FLEX;
- Philip Morris;
- Siemens PLM;
- Autodesk;
- Phoenix Contact;
- National Instruments;
- Railwayautomatic;
- Texas Instruments.

Також в межах факультету діють програми академічної мобільності та подвійних дипломів університетів Польщі та Німеччини.